# Theodore Freeman
Theodore Cordy "Ted" Freeman (Haverford, 18 de fevereiro de 1930 – Houston, 31 de outubro de 1964) foi um astronauta da NASA, oficial da Força Aérea dos Estados Unidos, piloto de testes e engenheiro aeroespacial estadunidense. Selecionado para o terceiro grupo de astronautas da NASA em 1963, ele morreu um ano depois num acidente com um jato T-38, marcando a primeira fatalidade entre astronautas da NASA. À época de sua morte, ele possuía a patente de capitão.